# راؤول هايمان
راؤول هايمان (بالإنجليزية: Raoul Hyman)‏ هو سائق سيارة سباق جنوب أفريقي، ولد في 12 مايو 1996 في ديربان في جنوب أفريقيا.

## وصلات خارجية
- الموقع الرسمي
- راؤول هايمان على موقع DriverDB.com (الإنجليزية)